# Oldenfelde (metrostation)
Oldenfelde is een metrostation in het stadsdelen Farmsen-Berne en Rahlstedt van de Duitse stad Hamburg. Het station werd geopend op 9 december 2019 en wordt bediend door lijn U1 van de metro van Hamburg.